# Piano del Sale
Il Piano del Sale è un grande bacino chiuso della Dancalia settentrionale, compreso nel territorio dell'Etiopia ai confini con l'Eritrea. Esso si estende per una lunghezza di oltre 200 km ai piedi dell'Acrocoro Etiopico, e si deprime fino ad oltre 120 m sotto il livello del mare. 
Il Piano del sale ha significativi depositi salini, che sono oggetto di sfruttamento da parte delle popolazioni locali di etnia Danakil, che da molto tempo fanno commercio di sale con le popolazioni dell'altopiano; tale sfruttamento dura tuttora. Il sale viene estratto in parallelepipedi di forma e peso regolari, ed avviato a mezzo carovane ai mercati dell'altopiano lungo antichi sentieri.
Fino alla fine della seconda guerra mondiale questo sale ha rappresentato la più diffusa moneta di scambio in uso nell'Etiopia settentrionale; uno dei più tipici esempi di moneta merce.
Negli anni della colonia italiana d'eritrea venne studiato un progetto, poi abbandonato, di realizzarvi un grande lago interno, il cosiddetto "Mare dancalo", conducendo l'acqua dal mar Rosso a riempire la depressione dancala. L'idea fu lanciata agli inizi del XX secolo dal geologo e politico italiano Paolo Vinassa de Regny. Secondo il progetto, il nuovo lago si sarebbe dovuto addentrare per oltre 200 km, coprendo una superficie di circa 5000 km², e avrebbe dovuto essere sfruttato a fini idroelettrici. Si ipotizzava anche una notevole influenza positiva di questa grande massa di acqua sul clima delle regioni circostanti. 

## Il potassio
La Piana del sale è una zona estremamente ricca di potassio che si rinviene anche in superficie. Il potassio è molto utilizzato dall'industria dei fertilizzanti e da quella degli esplosivi. Furono dapprima società minerarie italiane a tentarne lo sfruttamento. Subentrarono società degli Stati Uniti e poi società canadesi. 